# Megalomanie

Een cartoon die het fenomeen megalomanie illustreert.

Megalomanie is in de psychologie de wetenschappelijke term voor grootheidswaan(zin).

## Verklaring
Wie megalomaan is, ziet zichzelf als belangrijker of machtiger dan zijn omgeving of schrijft zichzelf bijzondere talenten toe. Soms is megalomanie een uiting van een sterk gevoel van eigenwaarde, maar de oorzaak kan ook zijn dat iemand zichzelf eigenlijk minderwaardig, onbetekenend of onbelangrijk vindt. In dit geval is de megalomanie een verdedigingsmechanisme van de psyche. De megalomaan sublimeert dan zijn minderwaardigheidscomplex in het tegendeel daarvan.
Vaak kan iemand met grootheidswaan in eerste instantie innemend en charmant zijn en de aandacht van zijn omgeving krijgen, maar later ebt de bewondering weg en maakt plaats voor irritatie.
Als iemand die megalomaan is ernstige problemen ondervindt in het sociale verkeer (op het werk et cetera) en niet meer goed kan functioneren, dan kan er sprake zijn van een psychische aandoening: bijvoorbeeld een waanstoornis of schizofrenie. In dit geval kan iemand zich inbeelden onverslaanbaar te zijn of een belangrijke maatschappelijke positie in te nemen, bijvoorbeeld speciaal adviseur van het staatshoofd. Het komt ook voor dat iemand zichzelf als een bestaande persoon beschouwt, doorgaans iemand met macht en aanzien. De echte persoon wordt dan beschouwd als oplichter.
Een bekende en groot megalomaan uit de Oudheid was Commodus, de enige overlevende zoon van Marcus Aurelius Antoninus Augustus. De megalomanie van Commodus is in veel teksten te lezen. Toen hij in 177 de macht kreeg veranderde hij de namen van de kalender in zijn verworven titels, de namen werden Lucius, Aelius, Aurelius, Commodus, Augustus, Herculeus, Romanus, Exsuperatorius, Amazonius, Invictus, Felix, en Pius. Hij ging nog verder en hernoemde Rome in Colonia Commodiana. Het volk begon te morren toen hij zichzelf de nieuwe Romulus ging noemen. Uiteindelijk werd hij vergiftigd en post mortem ook nog gewurgd om zeker van zijn dood te zijn.

## Religie
Vaak is de waan van religieuze aard. Zo kan iemand zich beschouwen als boodschapper van een god en zichzelf een goddelijke status toedichten. Deze vorm van grootheidswaan, die aan de basis van sommige sektes en dictaturen ligt, komt onder andere voor in het Jeruzalem-syndroom. Een dergelijke illusie kan ook optreden tijdens een psychose.